# Мурфельд
Мурфельд (нем. Murfeld) — коммуна (нем. Gemeinde) в Австрии, в федеральной земле Штирия. 

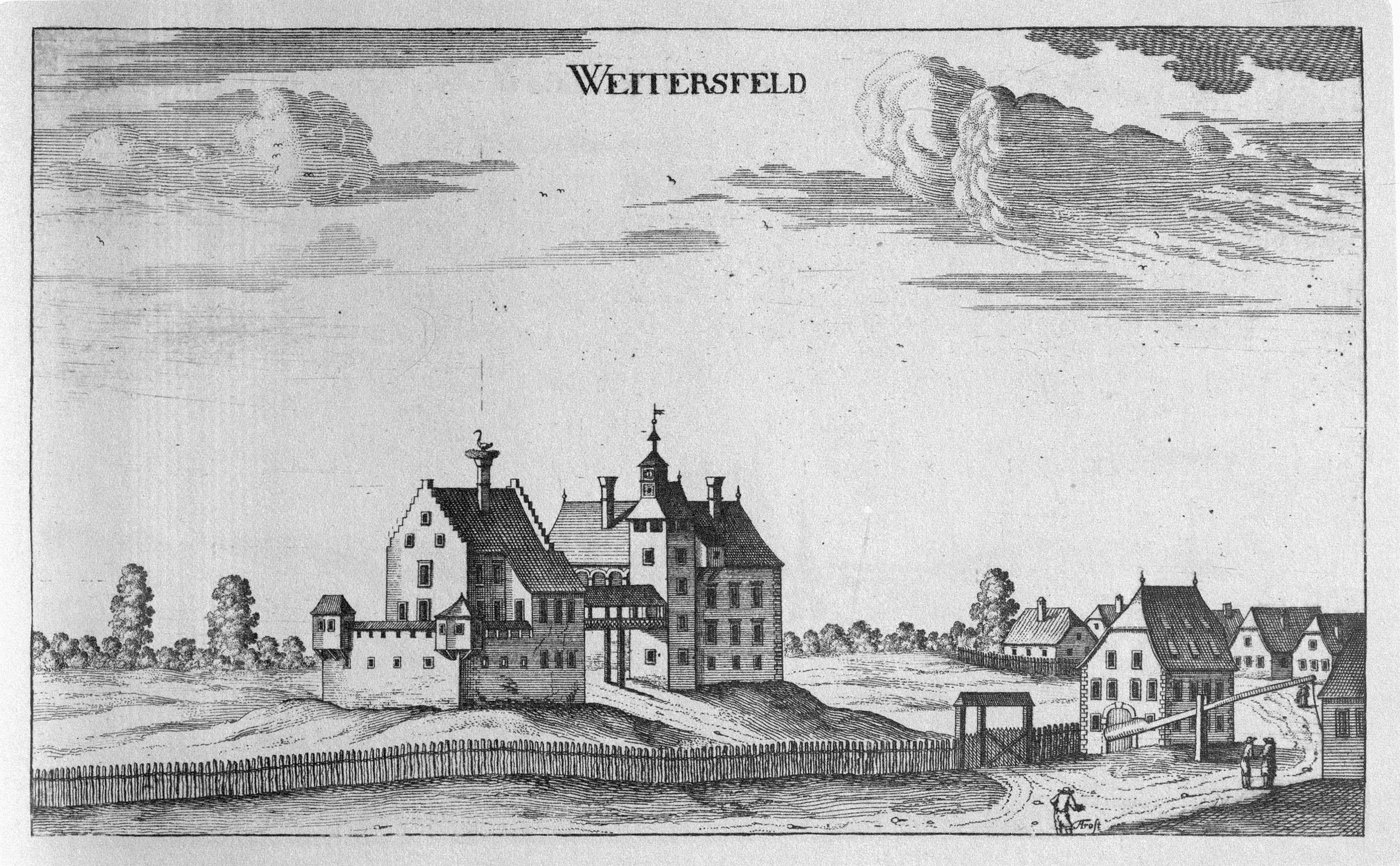
Vischer - Topographia Ducatus Stiriae - 468 Weitersfeld bei Mureck

Входит в состав округа Зюдостштайермарк.  Население составляет 1700 человек (на 31 декабря 2005 года). Занимает площадь 24,22 км². Официальный код  —  6 15 12.

## Политическая ситуация
Бургомистр коммуны — Аугуст Вониш (АНП) по результатам выборов 2005 года.
Совет представителей коммуны (нем. Gemeinderat) состоит из 15 мест.
- АНП занимает 7 мест.
- СДПА занимает 7 мест.
- АПС занимает 1 место.